# Сербія на пісенному конкурсі Євробачення 2023
Сербія взяла участь у пісенному конкурсі Євробачення 2023 у Ліверпулі, Велика Британія, з піснею «Samo mi se spava» у виконанні Люка Блека. Сербський національний мовник, Радіотелебачення Сербії (RTS), організував національний фінал Pesma za Evroviziju '23 щоб вибрати сербську заявку на конкурс 2023 року. Фінал відбувся 4 березня 2023 року, коли голосування журі та телеголосування вибрали Блека для представлення Сербії на конкурсі 2023 у Ліверпулі.
Сербія була обрана для участі в першому півфіналі пісенного конкурсу Євробачення, який відбувся 9 травня 2023 року, а пізніше була обрана для виступу на 3 позиції. Наприкінці шоу, «Samo mi se spava» було оголошено серед 10 найкращих заявок другого півфіналу і, отже, кваліфіковано для участі у фіналі. Пізніше стало відомо, що Сербія посіла десяте місце з п'ятнадцяти країн-учасниць у півфіналі з 37 очками. У фіналі Сербія посіла 5 місце і посіла двадцять четверте місце з 26 країн-учасниць, набравши загалом 30 балів, що стало найгіршим результатом Сербії у фіналі Євробачення.

## Передумови
До конкурсу 2023 року Сербія брала участь у пісенному конкурсі Євробачення 14 разів, починаючи з першої участі у 2007, вигравши конкурс зі своїм дебютним виступом «Molitva» у виконанні Марії Шерифович. З 2007 року 11 із 14 заявок від Сербії брали участь у фіналі, причому нація не змогла пройти кваліфікацію у 2009, 2013 та 2017. Виступ Сербії у 2022 році, «In corpore sano» у виконанні Konstrakta пройшов у фінал і посів п'яте місце.
Сербський національний мовник, Радіотелебачення Сербії (RTS), транслює подію в Сербії та організовує процес відбору для вступу країни. 25 серпня 2022 року телекомпанія підтвердила участь Сербії в конкурсі 2023 року в Ліверпулі. Між 2007 і 2009 роками Сербія використовувала національний фінал Beovizija, щоб вибрати свою заявку. Однак після того, як у 2009 році їх запис «Cipela» у виконанні Марко Кона та Мілаана не зміг кваліфікувати Сербію до фіналу, мовник змінив свою стратегію відбору на вибір конкретних композиторів для створення пісень для виконавців. У 2010 році RTS вибрала Горана Бреговича для написання пісень для національного фіналу за участю трьох артистів, тоді як у 2011 році Корнеліє Ковач, Александра Ковач і Крістіна Ковач отримали завдання написати по одній пісні. У 2012 році внутрішній відбір Желько Йоксимовича та пісня «Nije ljubav stvar» забезпечили друге найвище місце в країні на цьому конкурсі, посівши третє місце. У 2013 році RTS повернувся до відкритого національного формату фіналу та організував конкурс Beosong. Переможна композиція «Ljubav je svuda» у виконанні Moje 3 не змогла кваліфікувати Сербію до фіналу. У 2015 році RTS обрала Владимира Граїча, композитора сербської композиції-переможця «Molitva» 2007 року, щоб написати пісні для національного фіналу за участю трьох виконавців. RTS внутрішньо відібрала сербські записи у 2016 та 2017 роках за рішенням музичних редакторів RTS. У 2018 і 2019 роках RTS повернулися до використання національного фіналу Beovizija для відбору своїх учасників, зумівши пройти до фіналу в обох випадках. У 2022 році RTS повернувся до організації національного фіналу під назвою Pesma za Evroviziju '23. 1 вересня 2022 року RTS підтвердила, що Pesma za Evroviziju буде організовано вдруге, щоб вибрати заявку країни на конкурс 2023 року.

## Перед Євробаченням

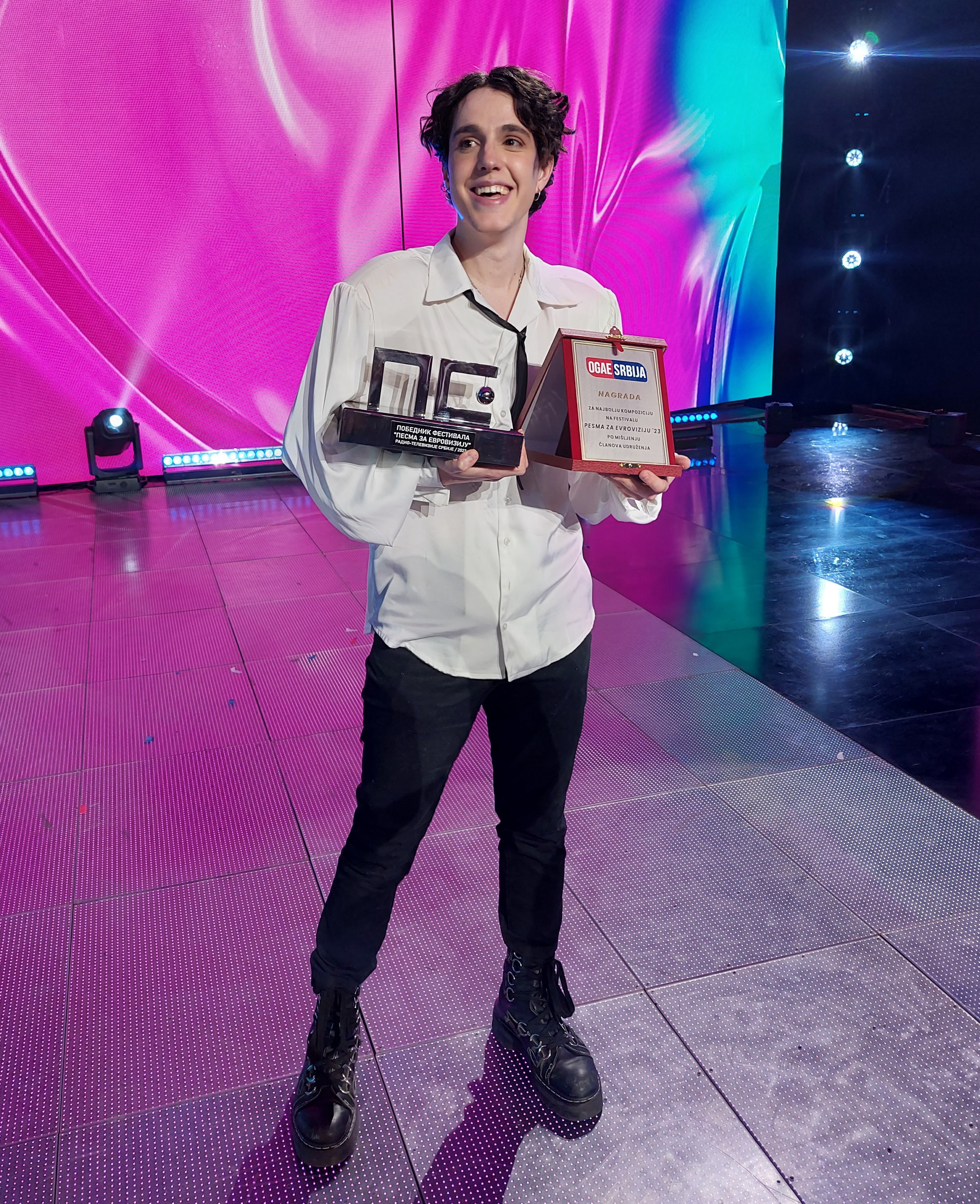
Люк Блек був обраний представляти Сербію на пісенному конкурсі Євробачення 2023 у Ліверпулі.

### Pesma za Evroviziju '23
Випуск Pesma za Evroviziju '23 включав два півфінали та фінал, і змагалися 32 виконавці. Усі три шоу відбулися в студіях 8 і 9 RTS у Кошутняку, Белград.

#### Півфінал
Перший півфінал відбувся 1 березня 2023 року. «Moj prvi ožiljak na duši» у виконанні Nađa, «Od jastuka do jastuka» у виконанні Стефана Ши, «Cvet sa Istoka» у виконанні Princ, «Novi plan drugi san» виконує Філіп Балош, «Svadba ili kavga» у виконанні Chegi & Braća Bluz Band, «Samo mi se spava» у виконанні Люка Блека, «Indigo» у виконанні Empathy Soul Project та «Nedostupan» у виконанні Бориса Суботича пройшли до фіналу, а «Novi svet» у виконанні Mattia Zanatta & Angela Kassiani, «Mamin» у виконанні Тіяни Дапчевич, «Iza duge» у виконанні Ігоря Станоевича, «Lanac» у виконанні Angellina, «Vremenska zona» у виконанні Hercenšlus, «Presidente» у виконанні Savo Perović, «Osmeh» у виконанні Адема Мехмедовича та «Čujemo se sutra» у виконанні Філіпа Жмахера вибули з конкурсу.
Другий півфінал відбувся 2 березня 2023 року. «Greh» у виконанні Dzipsii, «Devojka tvog dečka» у виконанні Nadia, «Rumba» у виконанні Zejna, «Posle mene» у виконанні Filarri, «Neka, neka» у виконанні Frajle, «Zumi zimi zami» у виконанні Hurricane, «Viva la Vida» у виконанні Duo Grand та «Liberta» у виконанні Gift пройшла до фіналу, а «Ako shvatim kasno» у виконанні Egret, «Starac dana» у виконанні Eegor, «Fenomen» у виконанні Мілана Буяковича, «Kao grom iz vedra neba» у виконанні Єлени Влахович, «Zato što volim» у виконанні Igor Vins & Bane Lalić, «Loše procene» у виконанні Andjela, «U noćima» у виконанні Ivona та «Tišina» у виконанні Доріс Мілошевич вибули з конкурсу.

#### Фінал
Фінал відбувся 4 березня 2023 року. Переможця було обрано на основі комбінації 50/50 голосів п'яти членів журі та публічного телеголосування.
| Рахунок | Виконавець              | Пісня                      | Журі | Телеголосування | Всього | Місце |
| ------- | ----------------------- | -------------------------- | ---- | --------------- | ------ | ----- |
| 1       | Stefan Shy              | «Od jastuka do jastuka»    | 7    | 4               | 11     | 6     |
| 2       | Boris Subotić           | «Nedostupan»               | 0    | 0               | 0      | 13    |
| 3       | Nadia                   | «Devojka tvog dečka»       | 2    | 2               | 4      | 8     |
| 4       | Duo Grand               | «Viva la Vida»             | 0    | 0               | 0      | 13    |
| 5       | Nađa                    | «Moj prvi ožiljak na duši» | 12   | 6               | 18     | 3     |
| 6       | Frajle                  | «Neka, neka»               | 0    | 0               | 0      | 13    |
| 7       | Hurricane               | «Zumi zimi zami»           | 0    | 1               | 1      | 12    |
| 8       | Chegi & Braća Bluz Band | «Svadba ili kavga»         | 0    | 3               | 3      | 10    |
| 9       | Dzipsii                 | «Greh»                     | 5    | 8               | 13     | 5     |
| 10      | Люк Блек                | «Samo mi se spava»         | 10   | 10              | 20     | 1     |
| 11      | Filip Baloš             | «Novi plan drugi san»      | 8    | 7               | 15     | 4     |
| 12      | Princ                   | «Cvet sa Istoka»           | 6    | 12              | 18     | 2     |
| 13      | Filarri                 | «Posle mene»               | 0    | 0               | 0      | 13    |
| 14      | Gift                    | «Liberta»                  | 4    | 0               | 4      | 9     |
| 15      | Empathy Soul Project    | «Indigo»                   | 3    | 0               | 3      | 11    |
| 16      | Zejna                   | «Rumba»                    | 1    | 5               | 6      | 7     |

## На Євробаченні
Відповідно до правил Євробачення, усі нації, за винятком країни-господарки та «Великої п'ятірки» (Франція, Німеччина, Італія, Іспанія та Велика Британія), мають пройти кваліфікацію з одного з двох півфіналів, щоб боротися за участь у конкурсі; 10 кращих країн з кожного півфіналу проходять до фіналу. Європейська мовна спілка (EBU) розділила країни-конкуренти на шість різних груп на основі моделей голосування з попередніх конкурсів, причому країни зі сприятливою історією голосування потрапили до однієї групи. 31 січня 2023 року відбулося жеребкування, яке розмістило кожну країну в одному з двох півфіналів і визначило, у якій половині шоу вони виступатимуть. Сербія потрапила до першого півфіналу, який відбувся 9 травня 2023 року, і мала виступити в першій половині шоу.
Після того, як усі пісні-конкуренти для конкурсу 2023 року були оприлюднені, порядок проходження півфіналів визначався продюсерами шоу, а не через ще одне жеребкування, щоб схожі пісні не розміщувалися поруч. Сербія мала виступати на 3 позиції після заявки Мальти та перед заявкою Латвії. Відразу після закриття другого півфіналу відбулася прес-конференція, на якій кожен із артистів визначив половину фіналу, у якому виступатиме. Сербія потрапила в першу половину фіналу, а потім була обрана EBU для виступу під номером 5 після заявки від Польщі та перед заявкою від Франції.
У Сербії два півфінали транслювалися на RTS 3 і RTS Svet з коментарем Душки Вучиніч. Через технічні проблеми Тіяна Лукіч коментувала з Белграда перші 15 хвилин першого півфіналу. Спочатку півфінали мали транслюватися на RTS 1, однак через стрілянину в белградській школі трансляцію півфіналу було перенесено на RTS 3, щоб забезпечити висвітлення новин на RTS 1. Фінал транслювався на RTS 1 з подальшим коментарем Душки Вучиніч. Представником Сербії, яка оголосила найкращу оцінку в 12 балів сербського журі під час фіналу, була Драгана Косєріна.

### Півфінал

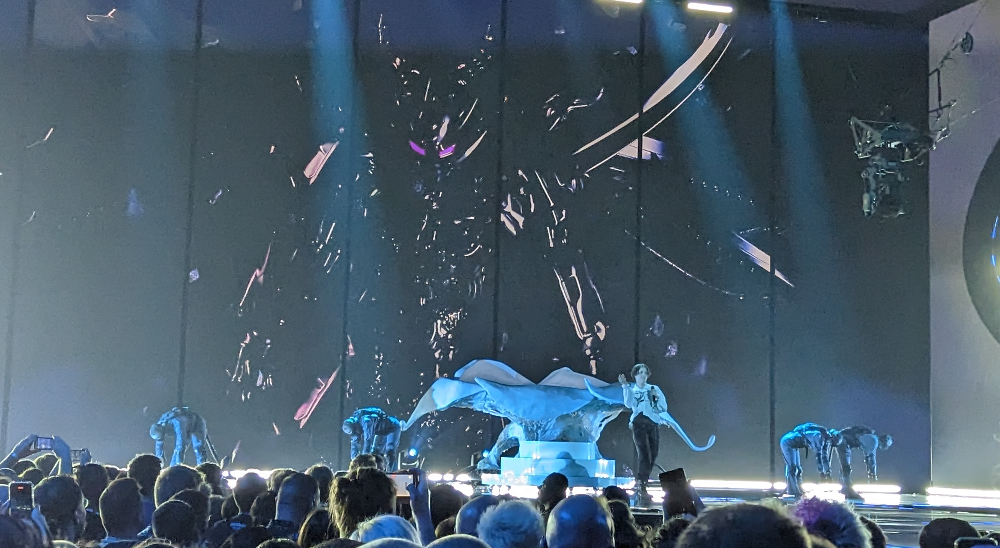
Люк Блек під час репетиції перед першим півфіналом

Люк Блек взяв участь у технічних репетиціях 30 квітня та 2 травня, а потім генеральних репетиціях 8 та 9 травня. Це включало шоу журі 8 травня, де професійне резервне журі кожної країни спостерігало та голосувало за результати, які використовувалися, якщо виникали проблеми з публічним телеголосуванням.
Наприкінці шоу було оголошено, що Сербія фінішувала в топ-10 і згодом пройшла кваліфікацію до великого фіналу. Пізніше стало відомо, що Сербія посіла десяте місце з п'ятнадцяти країн-учасниць у другому півфіналі з 37 очками, відійшовши лише на 3 бали від Латвії.

### Фінал

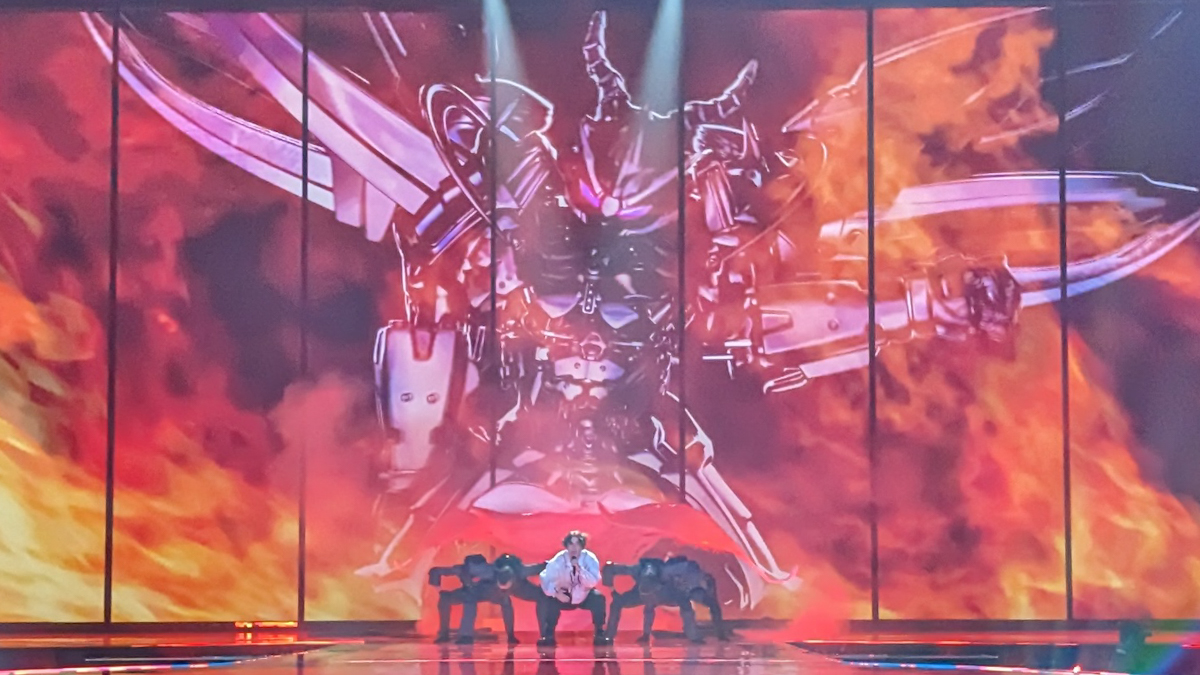
Люк Блек під час фіналу журі 12 травня 2023 року.

Незабаром після першого півфіналу відбулася прес-конференція переможців для десяти країн, які пройшли відбір. У рамках цієї прес-конференції відбіркові артисти взяли участь у жеребкуванні, щоб визначити, у якій половині гранд-фіналу вони братимуть участь. Це жеребкування проводилося в тому порядку, в якому країни з'являлися в півфінальному порядку. Сербію залучили до конкуренції в першому таймі. Після жеребкування продюсери шоу визначили порядок проходження фіналу, як і півфіналу. Згодом Сербія була розміщена на позиції під номером 5 після заявки від Польщі та перед заявкою від Франції.
Люк Блек знову взяв участь у генеральних репетиціях 12 і 13 травня перед фіналом, включаючи фінал журі, де професійне журі віддало остаточне голосування перед живим шоу 12 травня. Він повторив свій півфінальний виступ під час фіналу 13 травня. Сербія посіла 24 місце у фіналі, набравши 30 очок; 16 балів від публічного телеголосування та 14 балів від журі. Це став найгіршим результатом Сербії у фіналі пісенного конкурсу Євробачення.

### Голосування
Нижче подано розподіл очок, отриманих Сербією в першому півфіналі та у фіналі. Під час голосування під час трьох шоу кожна країна отримувала набори балів від 1 до 8, 10 і 12: один від свого професійного журі та інший від телеголосування у фінальному голосуванні, тоді як голосування у півфіналі повністю базувалося на голосуванні громадськості. Точний склад професійного журі, а також результати журі та телеголосування кожної країни були оприлюднені після фіналу. Сербське журі складалося з Драгана Джорджевича, Зорана Живановича, Konstrakta, яка представляла Сербію на пісенному конкурсі Євробачення 2022, Сандри Перович і Сари Джо. У першому півфіналі Сербія посіла 10 місце з 37 очками. Це стало п'ятою поспіль кваліфікацією Сербії до великого фіналу. У фіналі Сербія посіла 24 місце з 30 очками. Протягом конкурсу Сербія присудила свої 12 балів Хорватії у другому півфіналі, а також Словенії (журі) і Фінляндії (телеголосування) у фіналі.

#### Бали нараховані Сербії
| Бали     | Телеголосування         |
| -------- | ----------------------- |
| 12 балів |                         |
| 10 балів | Хорватія                |
| 8 балів  |                         |
| 7 балів  |                         |
| 6 балів  | Швейцарія               |
| 5 балів  | Мальта                  |
| 4 бала   | Фінляндія               |
| 3 бали   | - Азербайджан - Чехія   |
| 2 бали   | - Франція - Решта світу |
| 1 бал    | - Італія - Швеція       |

| Бали     | Телеголосування | Журі                         |
| -------- | --------------- | ---------------------------- |
| 12 балів |                 |                              |
| 10 балів |                 |                              |
| 8 балів  |                 |                              |
| 7 балів  | Хорватія        |                              |
| 6 балів  | Словенія        |                              |
| 5 балів  |                 |                              |
| 4 бали   |                 | - Хорватія - Португалія      |
| 3 бали   |                 | Німеччина                    |
| 2 бали   | Мальта          |                              |
| 1 бал    | Швейцарія       | - Греція - Ісландія - Італія |

#### Бали нараховані Сербією
| Бали     | Телеголосування |
| -------- | --------------- |
| 12 балів | Хорватія        |
| 10 балів | Фінляндія       |
| 8 балів  | Чехія           |
| 7 балів  | Ізраїль         |
| 6 балів  | Швеція          |
| 5 балів  | Норвегія        |
| 4 бали   | Молдова         |
| 3 бали   | Португалія      |
| 2 бали   | Латвія          |
| 1 бал    | Швейцарія       |

| Бали     | Телеголосування | Журі      |
| -------- | --------------- | --------- |
| 12 балів | Фінляндія       | Словенія  |
| 10 балів | Хорватія        | Ізраїль   |
| 8 балів  | Словенія        | Хорватія  |
| 7 балів  | Ізраїль         | Фінляндія |
| 6 балів  | Швеція          | Австрія   |
| 5 балів  | Норвегія        | Швеція    |
| 4 бали   | Чехія           | Франція   |
| 3 бали   | Австрія         | Іспанія   |
| 2 бали   | Італія          | Італія    |
| 1 бал    | Франція         | Чехія     |

#### Детальні результати голосування
| Рахунок | Країна      | Телеголосування | Телеголосування |
| Рахунок | Країна      | Місце           | Бали            |
| ------- | ----------- | --------------- | --------------- |
| 01      | Норвегія    | 6               | 5               |
| 02      | Мальта      | 11              |                 |
| 03      | Сербія      |                 |                 |
| 04      | Латвія      | 9               | 2               |
| 05      | Португалія  | 8               | 3               |
| 06      | Ірландія    | 14              |                 |
| 07      | Хорватія    | 1               | 12              |
| 08      | Швейцарія   | 10              | 1               |
| 09      | Ізраїль     | 4               | 7               |
| 10      | Молдова     | 7               | 4               |
| 11      | Швеція      | 5               | 6               |
| 12      | Азербайджан | 12              |                 |
| 13      | Чехія       | 3               | 8               |
| 14      | Нідерланди  | 13              |                 |
| 15      | Фінляндія   | 2               | 10              |

Журі кожної країни складалося з п'яти професіоналів музичної індустрії, які є громадянами країни, яку вони представляють, їхні імена публікувалися перед конкурсом для забезпечення прозорості. Це журі оцінювало кожну роботу на основі: вокальних можливостей; сценічний виступ; композиція та оригінальність пісні; і загальне враження від виступу. Крім того, жодному члену національного журі не було дозволено бути будь-яким чином пов'язаним з будь-яким із конкуруючих актів таким чином, щоб вони не могли голосувати неупереджено та незалежно. Індивідуальний рейтинг кожного члена журі, а також результати загальнонаціонального телеголосування були опубліковані незабаром після великого фіналу.
До сербського журі увійшли такі члени:
- Драган Джорджевич — музичний експерт.
- Зоран Живанович (Жіка Зана) — клавішник, продюсер.
- Ана Джурич (Konstrakta) — співачка і автор пісень.
- Сандра Перович — кінокритик, журналіст.
- Сара Джо — співачка, модель, актриса.

| Рахунок | Країна          | Журі   | Журі   | Журі   | Журі   | Журі   | Журі  | Журі | Телеголосування | Телеголосування |
| Рахунок | Країна          | Журі 1 | Журі 2 | Журі 3 | Журі 4 | Журі 5 | Місце | Бали | Місце           | Бали            |
| ------- | --------------- | ------ | ------ | ------ | ------ | ------ | ----- | ---- | --------------- | --------------- |
| 01      | Австрія         | 3      | 7      | 6      | 2      | 19     | 5     | 6    | 8               | 3               |
| 02      | Португалія      | 22     | 19     | 20     | 24     | 15     | 20    |      | 19              |                 |
| 03      | Швейцарія       | 12     | 18     | 17     | 15     | 13     | 15    |      | 18              |                 |
| 04      | Польща          | 23     | 15     | 19     | 22     | 21     | 21    |      | 13              |                 |
| 05      | Сербія          |        |        |        |        |        |       |      |                 |                 |
| 06      | Франція         | 7      | 5      | 7      | 10     | 5      | 7     | 4    | 10              | 1               |
| 07      | Кіпр            | 16     | 17     | 16     | 7      | 8      | 12    |      | 15              |                 |
| 08      | Іспанія         | 6      | 12     | 11     | 6      | 6      | 8     | 3    | 14              |                 |
| 09      | Швеція          | 15     | 4      | 5      | 5      | 7      | 6     | 5    | 5               | 6               |
| 10      | Албанія         | 25     | 25     | 25     | 25     | 25     | 25    |      | 12              |                 |
| 11      | Італія          | 11     | 9      | 10     | 8      | 9      | 9     | 2    | 9               | 2               |
| 12      | Естонія         | 19     | 22     | 18     | 19     | 23     | 22    |      | 20              |                 |
| 13      | Фінляндія       | 2      | 3      | 3      | 20     | 4      | 4     | 7    | 1               | 12              |
| 14      | Чехія           | 8      | 14     | 8      | 9      | 11     | 10    | 1    | 7               | 4               |
| 15      | Австралія       | 18     | 21     | 23     | 23     | 24     | 23    |      | 22              |                 |
| 16      | Бельгія         | 10     | 10     | 15     | 13     | 14     | 13    |      | 21              |                 |
| 17      | Вірменія        | 9      | 11     | 9      | 12     | 10     | 11    |      | 16              |                 |
| 18      | Молдова         | 21     | 24     | 12     | 14     | 17     | 18    |      | 11              |                 |
| 19      | Україна         | 14     | 13     | 13     | 18     | 18     | 17    |      | 24              |                 |
| 20      | Норвегія        | 17     | 20     | 14     | 17     | 16     | 19    |      | 6               | 5               |
| 21      | Німеччина       | 24     | 23     | 24     | 21     | 22     | 24    |      | 17              |                 |
| 22      | Литва           | 20     | 16     | 22     | 11     | 12     | 16    |      | 25              |                 |
| 23      | Ізраїль         | 4      | 1      | 2      | 3      | 3      | 2     | 10   | 4               | 7               |
| 24      | Словенія        | 1      | 2      | 1      | 1      | 1      | 1     | 12   | 3               | 8               |
| 25      | Хорватія        | 5      | 6      | 4      | 4      | 2      | 3     | 8    | 2               | 10              |
| 26      | Велика Британія | 13     | 8      | 21     | 16     | 20     | 14    |      | 23              |                 |